# Шарошкове буріння

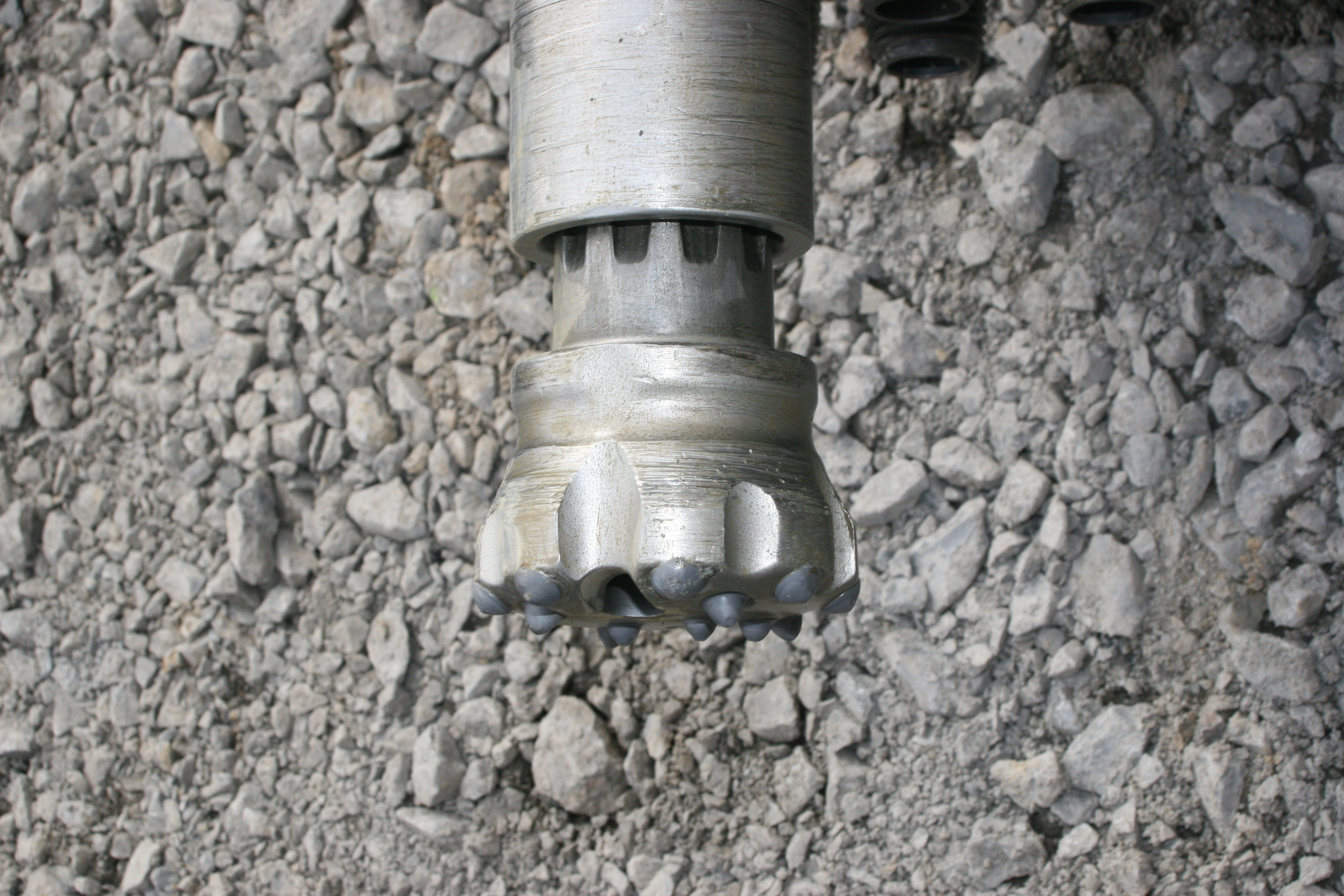
Шарошкове буріння.

Шарошкове буріння (рос. шарошечное бурение; англ. roller-bit drilling; . нім. Rollenmeiβelbohren, Bohren mit Rollenmeiβeln, brechendes Bohren) — обертальний спосіб буріння свердловин з використанням шарошкового долота як породоруйнуючого інструменту.

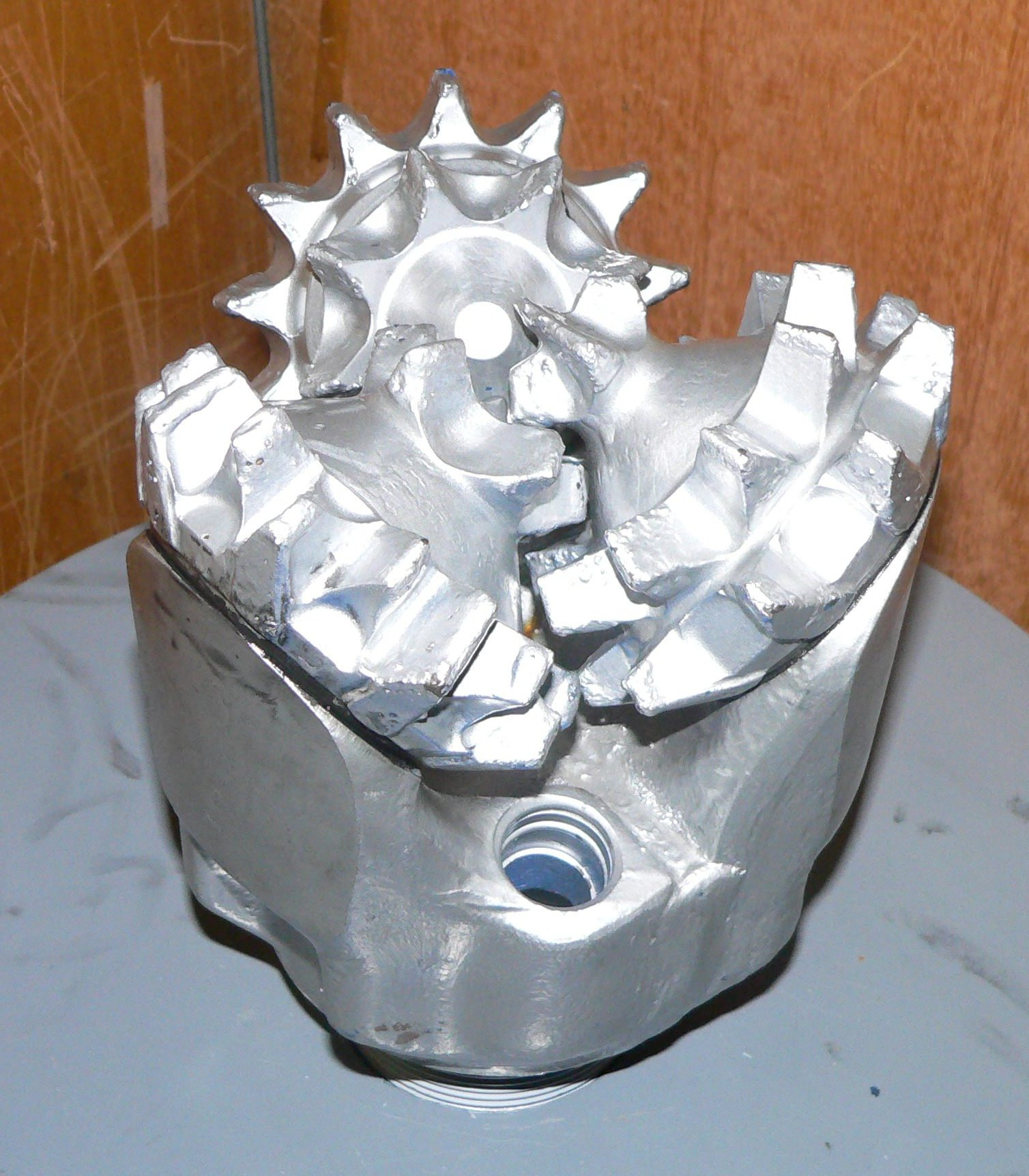
Шарошкове долото до експлуатації

Шарошкове долото після експлуатації

Уперше застосоване в США в 1920-х роках.
Гірська порода при Ш.б. руйнується сталевими чи твердосплавними зубками шарошок, які обертаються на опорах бурового долота, що в свою чергу обертається (60-600 об/хв) і притискається з великим осьовим зусиллям до вибою (500—2000 кг на 1 см діаметра). Зуби шарошок, обертаючись, перекочуються по вибою і за рахунок великих напруг, що розвиваються в зоні контакту зубів з породою, руйнують її шляхом роздавлювання та розколювання. Із збільшенням міцності порід частоту обертання зменшують, а осьове зусилля збільшують. Зруйнована на вибої свердловини порода видаляється на поверхню промиванням, продуванням чи комбінацією цих способів. Ш.б. застосовується для проведення геологорозвідувальних, нафтових і газових свердловин при пошуках, розвідці і експлуатації родовищ корисних копалин, вибухових свердловин при підземній і відкритій розробці родовищ, а також при проведенні підняттєвих виробок та шахтних стовбурів. При бурінні нафтових і газових свердловин Ш.б. виконується близько 90 % проходки.

## Інтернет-ресурси
- Category: Drill bit (wells) [Архівовано 7 жовтня 2014 у Wayback Machine.]